# Деббі Гаррі
Дебора Енн Гаррі (при народженні Анджела Траймбл (англ. Angela Trimble)) (англ. Deborah Ann Harry; нар. 1 липня 1945, Маямі, Флорида, США) — американська нью-вейв/панк-рок-співачка, авторка-виконавиця, акторка, ЛГБТ-активістка. Солістка і фронтвумен американського нью-вейв-гурту Blondie. Її акторська кар'єра налічує понад 60 фільмів і телепрограм.

## Життєпис
Народилася 1 липня 1945 у Маямі штату Флорида. У віці 3-х місяців її вдочерили Річард Сміт Гаррі та Кетрін (до шлюбу Пітерс), власники магазину подарунків в Готорн штату Нью-Джерсі , і дали нове ім'я — Дебора Енн Гаррі. Дізналася про своє вдочеріння в 4-річному віці, а у 1980-х знайшла свою біологічну матір, яка відмовилася мати з нею зв'язок.
З 2014 року Дебора Гаррі почала ідентифікуватися як бісексуалка  .

## Дискографія
Студійні альбоми
- KooKoo (1981)
- Rockbird (1986)
- Def, Dumb & Blonde (1989)
- Debravation (1993)
- Necessary Evil (2007)

Збірки та інші альбоми
- Once More into the Bleach (Деббі Гаррі й Blondie) (1988)
- The Complete Picture: The Very Best of Deborah Harry and Blondie (Деббі Гаррі й Blondie) (1991)
- Deborah Harry Collection (1998)
- Most of All: The Best of Deborah Harry (1999)

## Вибрана фільмографія
| Рік       |    | Українська назва             | Оригінальна назва                  | Роль                        |
| --------- | -- | ---------------------------- | ---------------------------------- | --------------------------- |
| 1980      | с  | Маппет-шоу                   | The Muppet Show                    | сама себе                   |
| 1983      | ф  | Відеодром                    | Videodrome                         | Нікі Бранд                  |
| 1987      | с  | Казки з темного боку         | Tales from the Darkside            | Сибіл                       |
| 1990      | ф  | Казки з темного боку         | Tales from the Darkside: The Movie | Бетті                       |
| 1993      | тф | Мішки для трупів             | Body Bags                          | медсестра                   |
| 1994—1995 | мс | Фантом 2040                  | Phantom 2040                       | Вайнглорія                  |
| 1996      | с  | Сабріна — юна відьма         | Sabrina the Teenage Witch          | Кассандра                   |
| 1997      | ф  | Поліцейські                  | Cop Land                           | Делорес                     |
| 2002      | ф  | Вищий пілотаж                | Spun                               | сусідка                     |
| 2002      | вг | Grand Theft Auto: Vice City  | HGrand Theft Auto: Vice City       | Доріс                       |
| 2008      | ф  | Елегія                       | Spun                               | Емі О'Хірн                  |
| 2016      | с  | Королівські перегони Ру Пола | RuPaul's Drag Race                 | сама себе (запрошена суддя) |
| 2020      | с  | Меломанка                    | High Fidelity                      | сама себе                   |